# Benestads socken
Benestads socken i Skåne ingick i Ingelstads härad, uppgick 1952 i Tomelilla köping och området ingår sedan 1971 i Tomelilla kommun och motsvarar från 2016 Benestads distrikt.
Socknens areal är 15,68 kvadratkilometer varav 15,66 land. År 2000 fanns här 186 invånare. Örups slott samt kyrkbyn Benestad med sockenkyrkan Benestads kyrka ligger i socknen.

## Administrativ historik
Socknen har medeltida ursprung.
Vid kommunreformen 1862 övergick socknens ansvar för de kyrkliga frågorna till Benestads församling och för de borgerliga frågorna bildades Benestads landskommun. Landskommunen uppgick 1952 i Tomelilla köping som 1971 ombildades till Tomelilla kommun. Församlingen uppgick  2002 i Tomelillabygdens församling.
1 januari 2016 inrättades distriktet Benestad, med samma omfattning som församlingen hade 1999/2000.  
Socknen har tillhört län, fögderier, tingslag och domsagor enligt vad som beskrivs i artikeln Ingelstads härad. De indelta soldaterna tillhörde Södra skånska infanteriregementet, Ingelsta kompani och Skånska dragonregementet, Borreby skvadron, Borreby kompani.

## Geografi
Benestads socken ligger sydväst om Tomelilla på Österlen med Fyleån i sydväst och Örupsån i sydost. Socknen är en odlingsbygd.

## Fornlämningar
Boplatser från stenåldern är funna. Från järnåldern finns flatmarksgravar.

## Namnet
Namnet skrevs 1437 Benitzstathe och kommer från kyrkbyn. Efterleden är sta(d), 'plats, ställe'. Förleden innehåller mansnamnet Beni(r)..